# Stilla
Stilla är ett släkte av snäckor. Stilla ingår i familjen kägelsnäckor.
Kladogram enligt Catalogue of Life:
| Stilla | \| \| Stilla anomala \| \| \| \| \| \| Stilla delicatula \| \| \| \| \| \| Stilla fiordlandica \| \| \| \| \| \| Stilla flexicostata \| \| \| \| \| \| Stilla paucicostata \| \| \| \| |
|        | \| \| Stilla anomala \| \| \| \| \| \| Stilla delicatula \| \| \| \| \| \| Stilla fiordlandica \| \| \| \| \| \| Stilla flexicostata \| \| \| \| \| \| Stilla paucicostata \| \| \| \| |
|        | Stilla anomala |
|        | |
|        | Stilla delicatula |
|        | |
|        | Stilla fiordlandica |
|        | |
|        | Stilla flexicostata |
|        | |
|        | Stilla paucicostata |
|        | |